# Объединение архитектурных мастерских
Объедине́ние архитекту́рных мастерски́х — объединение негосударственных архитектурных коллективов в Санкт-Петербурге, созданное в 2000 году с целью оптимизировать проектный процесс в Санкт-Петербурге.

## История
В 90-е годы государственное архитектурное сообщество раскололось. Появилось много частных мастерских, руководителями которых были выходцы из государственных институтов. Коллективы были предоставлены сами себе и возникла необходимость в оптимизации проектного процесса.
 
Так в 2000 году в Санкт-Петербурге появилось НП «Объединение архитектурных мастерских», целью которого были:
- разработка этических норм;
- борьба с демпингом;
- подготовка сборника цен на проектные работы;
- налаживание диалога с руководством и бизнес-сообществом города[1].

В 2021 году ,организация была переориентирована,из его состава вышли: ООО «Студия 44» Никиты Явейна, ООО «Архитектурная мастерская Мамошина М.А.», ООО «Григорьев и партнеры», ООО «АММ» Юрия Митюрева, ООО «АБ «А.Лен» Сергея Орешкина 

## Члены Объединения Архитектурных Мастерских
В настоящее время в Объединение входят 12 ведущих архитектурных мастерских Петербурга:
- Проектно-производственная фирма «А. Лен»;
- «Студио-АММ»;
- Архитектурная мастерская «Б2»;
- АМ «Евгений Герасимов и партнёры»;
- АБ «Земцов, Кондиайн и партнёры»;
- «Интерколумниум»;
- АБ «Литейная часть–91»;
- Архитектурная мастерская Мамошина;
- Архитектурная мастерская Столярчука;
- АБ «Студия‑17» под руководством С. В. Гайковича;
- АБ «Студия 44»[3].